# The Association
The Association — американская музыкальная группа из Калифорнии, участники которой ансамблем создавали замысловатые вокальные гармонии в стиле The Beach Boys. Наряду с The Mamas and the Papas, The Free Design и 5th Dimension их иногда относят к «солнечной поп-музыке» (sunshine pop) — лёгкому, оптимистическому направлению в вокальной поп-музыке шестидесятых.
Основные участники группы впервые стали выступать вместе в 1964 году. Наибольший успех сопутствовал им между 1966 и 1969 годами, когда появились их самые крупные шлягеры — «Along Comes Mary», «Cherish» (1-е место в США), «Never My Love», «Windy» (1-е место в США). В более поздних песнях заметно влияние психоделии. Вышедший в 1971 году альбом ансамбля достиг всего лишь 158-го места в Billboard 200. Вскоре после этого лидер группы Брайан Коул умер от передозировки героина, а новые записи перестали появляться вовсе.